# Berresfordia
Genre
Classification phylogénétique
Berresfordia L.Bolus est un genre de plante de la famille des Aizoaceae.
Berresfordia L.Bolus, Notes Mesembr. 2: 313 (1932)
Type : Berresfordia khamiesbergensis L.Bolus

## Liste des espèces
Berresfordia L.Bolus est, à ce jour, un genre monotype.
- Berresfordia khamiesbergensis L.Bolus